# Девушка с иглой
«Девушка с иглой» (дат. Pigen med nålen) — художественный фильм датского режиссёра Магнуса фон Хорна совместного производства Дании, Швеции и Польши. Главные роли в нём сыграли Виктория Кармен Сонн и Трине Дюрхольм. Премьера картины состоялась в мае 2024 года на Каннском кинофестивале, в рамках основной программы.

## Сюжет
Сценарий картины основан на реальной истории Дагмар Овербю — датчанки, которая стала серийной убийцей.

## В ролях
- Виктория Кармен Сонн — Каролина
- Трине Дюрхольм — Дагмар
- Хоаким Фьелструп — Йорген

## Релиз и восприятие
Премьера фильма состоялась в мае 2024 года на Каннском кинофестивале, в рамках основной программы. Российский кинокритик Андрей Плахов после показа охарактеризовал «Девушку с иглой» как «мрачную чёрно-белую ретродраму» с «хорошей игрой» Виктории Кармен Сонн и Трине Дюрхольм. Он увидел в «эстетской режиссуре» Магнуса фон Хорна явные заимствования у Ларса фон Триера, отсылки к немецкому и польскому кинематографу, нечто, напоминающее фильмы Балабанова. «В картине не хватает одного, — считает Плахов, — художественной самостоятельности и личного авторского вклада».
Для Анны Стрельчук «Девушка с иглой» — «поэтичное ультранасилие с… максимально пацифистским посылом» и «потрясающим индастриал-саунд-дизайном», «оммаж немому кино», который «складно вписывается» в датскую классическую традицию. «В общем, для начала фестиваля достаточно безумно и довольно впечатляюще», — заключила рецензентка. Тамара Ходова охарактеризовала фильм как «жуткий, неприятный, до боли реалистичный с сильным влиянием немецкого экспрессионизма и с гипнотизирующим саундтреком. Просто все два часа сидишь в абсолютном ужасе, но оторваться невозможно». С точки зрения Настасьи Горбачевской это «совершенно беспощадное кино», с точки зрения Егора Москвитина — «„Как закалялась сталь“ для девочек, девушек и женщин. Большой роман, аккуратно упакованный в двухчасовой черно-белый фильм».
Станислав Зельвенский с «Кинопоиска» охарактеризовал «Девушку с иглой» как «фильм не для слабонервных, и, откровенно говоря, не совсем понятно, для кого».